# El Nanche, Veracruz
El Nanche är en ort i Mexiko.   Den ligger i kommunen Tierra Blanca och delstaten Veracruz, i den sydöstra delen av landet, 300 km öster om huvudstaden Mexico City. El Nanche ligger 74 meter över havet och antalet invånare är 179.
Terrängen runt El Nanche är huvudsakligen platt, men åt sydväst är den kuperad. Terrängen runt El Nanche sluttar österut. Runt El Nanche är det ganska tätbefolkat, med 65 invånare per kvadratkilometer. Närmaste större samhälle är Tetela, 10,2 km nordväst om El Nanche. Trakten runt El Nanche består till största delen av jordbruksmark.